# 1854 в Україні

## Пам'ятні дати та ювілеї
- 975 років з часу у 879 році:
  - Після смерті Рюрика у Новгороді як опікун його малолітнього сина Ігора став правити Віщий Олег, можливо брат його дружини Ефанди.
- 825 років з часу у 1029 році:
  - Київський князь Ярослав Мудрий здійснив похід на Кавказ проти ясів.
- 800 років з часу у 1054 році:
  - Дроблення Київської Русі на уділи після смерті Ярослава Мудрого. У Києві батька змінив Ізяслав Ярославович, поділивши владу з братами, які отримали окремі уділи. Святослав Ярославич почав княжити в Чернігові, Всеволод Ярославич — у Переяславі, Вячеслав Ярославич — у Смоленську. Спільне правління трьох братів Ізяслава, Святослава та Всеволода називають триумвіратом Ярославичів.
  - Перша літописна згадка Києво-Печерського монастиря.
- 700 років з часу у 1154 році:
  - Під час у битви над Серетом (під Теребовлем) галицька дружина на чолі з Ярославом Осмомислом завдала поразки київському князю Ізяславу Мстиславичу;
  - Після смерті Ізяслава Мстиславича київський престол перейшов до Ростислава Мстиславича, який до того княжив у Смоленську (листопад);
  - Новий князь Ростислав Мстиславич пішов на Чернігів проти Ізяслава Давидовича, але зазнав невдачі, що змусило його поступитися київським престолом князю Ізяславу.
- 650 років з часу у 1204 році:
  - Галицько-волинський князь Роман Мстиславич посадив на київський престол Ростислава Рюриковича.
  - У Чернігові почав княжити Всеволод Чермний.
- 350 років з часу у 1504 році:
  - обрання Митрополитом Київським Іона II.
  - битви під Оршею між 30-тисячним військом князя Костянтина Острозького, гетьмана Великого князівства Литовського, Руського та Жемайтійського та 80-тисячним московським військом на чолі з воєводою Іваном Челядниним. Зазнавши поразки, московські війська відступили до Смоленська (8 вересня);
- 300 років з часу у 1654 році:
  - Польський король Сигізмунд II Август призначив Дмитра Вишневецького стражником на острові Хортиця за дніпровими порогами.
- 225 років з часу у 1629 році:
  - розгрому татар-нападників у битві під Бурштином (Жовтень);
  - спільний Синод Руських Православної та Унійної церков у Львові у якому взяли участь тільки греко-католики[1] (26 жовтня);
  - Джанібек Гірей утретє очолив Кримське ханство.
- 200 років з часу у 1654 році:
  - проведення Переяславської ради козацької верхівки, на якій генеральна старшина на чолі з гетьманом Богданом Хмельницьким, а також полковники та сотники висловились за об'єднання України з Московщиною (18 січня). У зв'язку з втратою оригінальних документів, підписаних у Переяславі Богданом Хмельницьким та Василієм Бутурліним, керівником московського посольства, залишається невідомим якою по характеру була Переяславська угода — персональна унія, державна унія, васальна угода чи тимчасовий військовий союз.
  - підписання Московських (Березневих) статей у Москві — угоду між українською козацькою старшиною і московським урядом, яка регламентували політичне, правове, фінансове і військове становище України після Переяславської ради (березень 1654);
  - Кримське ханство знову очолив Мехмед IV Ґерай.
  - заснування міста Харків.  → Так, у «Наказній памяті», від  30 вересня (12 жовтня) 1654 року говорилося: «Которые черкасы построились .. промеж речек Харькова и Лопани о городовом строении, и что вы по их челобитью .. писали, а велели .. городового места осмотреть и описать и чертеже чертить и черкас переписать»…
- 175 років з часу у 1779 році:
  - Російська імператриця Єлизавета I видала переселенцям-християнам з Криму грамоту, якою звільняла їх від військової служби, сплати податків на 10 років і виділяла для поселення землі в районі устяки ріки Кальміус. Того ж з року в приазовські степи було переселено 219 грузинів, 161 валах, 12 598 вірменів і 31 386 греків. Греки заселили містечко Павлівськ, яке було перейменоване в Маріуполь, і створили навколо нього 19 сіл (1 червня);
- 100 років з часу у 1754 році:
  - заснування міста Кропивницького, як фортеці Святої Єлизавети для захисту Нової Сербії, території між Південним Бугом та Дніпром. Після знищення Запорізької Січі у червні 1775 року та приєднання Кримського ханства до Російської імперії 1783 року Єлисаветинська фортеця втратила військово-стратегічне значення і 21 лютого 1784 року фортеця Святої Єлисавети перетворена на місто Єлисаветград (нині — Кропивницький).

### Видатних особистостей

#### Народились
- 975 років з дня народження (879 рік):
  - Ігор I (Ігор Старий), Великий князь Київський (912—945 рр.) з династії Рюриковичів.
- 200 років з дня народження (1654 рік):
  - Данило Апостол — український військовий, політичний і державний діяч. Гетьман Війська Запорозького, голова Гетьманщини на Лівобережній Україні (1727-1734).
- 100 років з дня народження (1754 рік):
  - Апостол Данило Петрович, український військовий, політичний і державний діяч, Генеральний хорунжий в 1762—1769 роках за правління гетьмана Кирила Розумовського та Другої Малоросійської колегії під час Глухівського періоду в історії України, полковник[2], онук гетьмана Данила Апостола.
- 75 років з дня народження (1779 рік):
  - Засядько Олександр Дмитрович, інженер-артилерист РІА, генерал-лейтенант артилерії, конструктор та фахівець з розробки ракетної зброї;
  - Кайданов Яків Кузьмич, український ветеринарний лікар і ветеринарний фармаколог, один з організаторів вищої ветеринарної освіти в Російській імперії, дійсний статський радник;
  - Йоасаф Мохов — педагог, церковний діяч, останній ректор старої Києво-Могилянської академії (1814—1817);
  - Микола Нападієвич, український правник, декан і ректор Львівського університету, почесний громадянин Львова;
  - Чайковський Іван Олександрович, польський лікар вірменського походження, доктор медицини;
  - Фердинанд Штехер (1779—1857) — професор і ректор Львівського університету (1819—1820);
- 50 років з дня народження (1804 рік):
  - Арсеній Могилянський — релігійний діяч, митрополит Київський, Галицький і всієї Малої Росії (1757–1770).

#### Померли
- 800 років з часу смерті (1054 рік):
  - Ярослав Мудрий (близько 978-1054), державний діяч Київської Русі (великий князь київський).
- 775 років з часу смерті (1079 рік):
  - Анна Ярославна (Анна Київська), шоста королева Франції (1051—1060 рр.), донька князя Ярослава Мудрого і доньки короля Швеції Інгігерди, друга дружина французького короля Генріха I Капета.
- 700 років з часу смерті (1154 рік):
  - Ізяслав Мстиславич, київський князь;
- 175 років з часу смерті (1679 рік):
  - Остап (Євстафій) Гоголь, український військовий діяч доби Хмельниччини і Руїни, полковник Кальницького (1649, 1674), Подільського (1654—1661, 1663—1669, 1673—1675) та Брацлавського (1663—1665) полків, наказний гетьман Правобережної України (1675—1679);
- 150 років з часу смерті (1704 рік):
  - Іларіон Ярошевицький — український учений і поет.
- 100 років з часу смерті (1754 рік):
  - Сильвестр (Ляскоронський) — український церковний діяч, ректор Києво-Могилянської академії, архімандрит Братського монастиря, драматург.
- 75 років з часу смерті (1779 рік):
  - Кочубей Семен Васильович, Генеральний обозний за правління гетьмана Кирила Розумовського (1751—1764 рр.) та Другої Малоросійської колегії (з листопада 1764 до грудня 1779 рр.) під час Глухівського періоду в історії України, Ніжинський полковник (1746—1751 рр.), бунчуковий товариш, генерал-майор (1764 р.), таємний радник (1776).
  - Слюзикевич Василь, василіянин, професор філософії і богослів'я для василіянських богословів у Лаврові.
  - Кирило І Флоринський (1729—1779) — єпископ Севський і Брянський Відомства православного сповідання Російської імперії, архімандрит Новоторзького Борисоглібського монастиря на Московщині.
  - Лев (Шептицький) (1717—1779) — український церковний діяч, митрополит Київський, Галицький та всієї Руси УГКЦ.

## Події
- почалось бомбардування Севастополя англо-французькими військами під час Кримської війни 17 жовтня 1854 р.
- Бомбардування Одеси 1854 р.

## Особи

### Народились
- Високович Володимир Костянтинович — український науковець, патологоанатом, бактеріолог й епідеміолог;
- Заньковецька (Адасовська) Марія Костянтинівна, українська актриса, народна артистка України (1922);
- Васильківський Сергій Іванович — український живописець, пейзажист;
- Максимович Михайло Олександрович — український вчений-енциклопедист, історик, філолог, етнограф; перший ректор Київського університету імені Тараса Шевченка.
- Чайковський Михайло Станіславович — польський, український і турецький політичний та військовий діяч, письменник і поет.
- Барвінська Євгенія Максимівна — українська піаністка, хоровий диригент, громадська діячка.

### Померли
- Борисов Андрій Іванович — декабрист, масон, один із засновників Товариства з'єднаних слов'ян;
- Корнілов Володимир Олексійович — герой Кримської війни, перший організатор оборони Севастополя;
- Люценко Юхим Петрович — український агроном, письменник, перекладач, статський радник;
- Озаркевич Іван Григорович — український культурно-освітній діяч, співзасновник аматорського театру в Коломиї, який здійснив першу в Галичині прилюдну українську виставу.

## Засновані, створені
1854 рік
- Палац-Садиба Дубецьких
- Монастир ордену Кармелітів сестер Шариток (Чортків)
- Церква Покрови Пресвятої Богородиці (Михайлівка)
- Церква Різдва Пресвятої Богородиці (Урожайне)
- Тараса Шевченка (Ріпкинський район)
- Церква Успіння Пресвятої Богородиці (Хлібичин)